# Elye Wahi
Sepe Elye Wahi (Courcouronnes, 2 gennaio 2003) è un calciatore francese di origini ivoriane, attaccante dell'Eintracht Francoforte.

## Caratteristiche
È un centravanti molto dinamico, rapido in progressione con la palla al piede e dotato di un'ottima tecnica individuale.

## Carriera

### Club
Calcisticamente cresciuto nei settori giovanili di Caen e Montpellier, nel 2020 firma il suo primo contratto da professionista con quest'ultima. Durante la  stagione 2020-2021 viene aggregato alla prima squadra e debutta il 16 dicembre 2020, nella partita di Ligue 1 persa per 0-2 contro il Metz allo Stade de la Mosson. Il 15 gennaio 2021 realizza la sua prima rete in carriera, nella sconfitta per 2-3 contro il Monaco.
Il 7 maggio 2023 mette a segno quattro gol nell'arco di quindici minuti, in occasione della partita persa per 4-5 sul campo dell'Olympique Lione; diventa quindi il primo calciatore nella storia del Montpellier a segnare una quaterna in gare ufficiali.
Il 20 agosto 2023 viene acquistato dal Lens per circa trentacinque milioni di euro.
Il 13 agosto 2024 viene acquistato dall'Olympique Marsiglia per trenta milioni di euro bonus compresi.
Il 24 gennaio 2025 viene acquistato dall'Eintracht Francoforte.

### Nazionale
Dopo aver compiuto la trafila nelle selezioni minori, nel settembre 2022 riceve la prima convocazione dalla nazionale Under-21 francese.

## Statistiche

### Presenze e reti nei club
Statistiche aggiornate al 24 gennaio 2025.
| Stagione           | Squadra               | Campionato         | Campionato | Campionato | Coppe nazionali | Coppe nazionali | Coppe nazionali | Coppe continentali | Coppe continentali | Coppe continentali | Altre coppe | Altre coppe | Altre coppe | Totale | Totale |
| Stagione           | Squadra               | Comp               | Pres       | Reti       | Comp            | Pres            | Reti            | Comp               | Pres               | Reti               | Comp        | Pres        | Reti        | Pres   | Reti   |
| ------------------ | --------------------- | ------------------ | ---------- | ---------- | --------------- | --------------- | --------------- | ------------------ | ------------------ | ------------------ | ----------- | ----------- | ----------- | ------ | ------ |
| 2020-2021          | Montpellier           | L1                 | 18         | 3          | CF              | 4               | 0               | -                  | -                  | -                  | -           | -           | -           | 22     | 3      |
| 2021-2022          | Montpellier           | L1                 | 33         | 10         | CF              | 3               | 0               | -                  | -                  | -                  | -           | -           | -           | 36     | 10     |
| 2022-2023          | Montpellier           | L1                 | 34         | 19         | CF              | 0               | 0               | -                  | -                  | -                  | -           | -           | -           | 34     | 19     |
| Totale Montpellier | Totale Montpellier    | Totale Montpellier | 85         | 32         |                 | 7               | 0               |                    | -                  | -                  |             | -           | -           | 92     | 32     |
| 2023-2024          | Lens                  | L1                 | 27         | 9          | CF              | 1               | 0               | UCL+UEL            | 6+2                | 2+1                | -           | -           | -           | 36     | 12     |
| 2024-gen. 2025     | Olympique Marsiglia   | L1                 | 13         | 3          | CF              | 1               | 0               | -                  | -                  | -                  | -           | -           | -           | 14     | 3      |
| gen.-giu. 2025     | Eintracht Francoforte | BL                 | -          | -          | CG              | -               | -               | UEL                | -                  | -                  |             | -           | -           | -      | -      |
| Totale carriera    | Totale carriera       | Totale carriera    | 125        | 44         |                 | 9               | 0               |                    | 8                  | 3                  |             | -           | -           | 142    | 46     |